# Quinchamalium elongatum
Quinchamalium elongatum là một loài thực vật có hoa trong họ Schoepfiaceae. Loài này được Pilg. miêu tả khoa học đầu tiên năm 1930.